# Гревен, Альфред
Альфре́д Греве́н (фр. Alfred Grévin; 28 января 1827, Эпиней — 5 мая 1892, Сен-Мор-де-Фоссе) — французский скульптор, художник-карикатурист, иллюстратор и создатель театральных костюмов. Совместно с журналистом Артюром Мейером основал музей восковых фигур, ныне носящий его имя (1882).

## Биография
Образование получил в коллеже в Тоннере, где проявил наибольшие склонности к естественным наукам и рисованию. После завершения обучения поступил на работу инженером в железнодорожную компанию, в свободное время для собственного удовольствия упражнялся в рисовании женских и мужских фигур и сцен парижской жизни во вкусе Гаварни. Вскоре смог бросить службу и, переехав в Париж в 1853 году, начал зарабатывать на жизнь созданием иллюстраций в сатирические журналы: сначала сотрудничал с Артюром Мейером в «Le Gaulois» и в «Journal amusant», а через несколько лет стал сотрудничать с «Petit journal pour rire» и «Le Charivari». В 1869 году стал сооснователем альманаха «l’Almanach des Parisiennes». Его работы издавались в виде особых альбомов, таких как «Les filles d’Eve, Le Monde amusant» (несколько выпусков), «L’Esprit des femmes», «Costumes pour un bal masqué», «Les nouveaux travestissements parisiens».
Поскольку рисование карикатур приносило небольшой доход, в 1860-х годах Гревен стал работать также театральным художником по костюмам и сам написал несколько пьес. На протяжении многих лет создавал костюмы для главных звёзд спектаклей и балетов своего времени, вскоре став известным и богатым; в 1867 году смог приобрести себе в Париже собственный дом. 5 июня 1882 года вместе с Мейером открыл музей восковых фигур, сохранившийся до наших дней.
На рубеже XIX—XX веков на страницах ЭСБЕ была дана следующая оценка его творчества: «немногими свободными штрихами он умел превосходно характеризировать своих героев и героинь, придавать выразительность их лицам и позам, живо воспроизводить разнообразное движение. Карикатуры Гревена, свидетельствуя о его близком знакомстве с парижскими нравами и тонкой наблюдательности, не столько проповедуют мораль, сколько проникнуты юмором, весёлою насмешкою над слабостями и пошлостями, обычными в среде современных нам обитателей всемирной столицы. Занимательность этих рисунков увеличивают остроумные подписи под ними, придуманные по большей части самим художником. Что касается до театральных и маскарадных костюмов его сочинения, то в них много так называемого „шика“, а порою и действительного изящества».